# Championnat du Brésil de football américain 2012
Navigation
Édition précédente Édition suivante
Le championnat du Brésil de football américain 2012 est le quatrième tournoi organisé au Brésil en 2012. Il comprend la première édition du Campeonato Brasileiro de Futebol Americano organisé par la Confédération brésilienne du football américain, qui s'appelle alors Associação de Futebol Americano do Brasil  (Association de Football Américain du Brésil - AFAB). Il débute le 30 juin et se termine le 25 novembre 2012. 34 équipes de 25 villes, 15 états et 4 régions y participent.

## CBFA 2012

### Équipes participantes
| Conférence Nord-Est         | Conférence Nord-Est | Conférence Nord-Est | Conférence Centre | Conférence Centre      | Conférence Sud            | Conférence Sud             |
| Division Nord               | Division Sud        | Division Centre     | Division 1        | Division 2             | Division 1                | Division 2                 |
| América Bulls Potiguares    | Botafogo Espectros  | Aracaju Bravos      | Cuiabá Arsenal    | Brasil Devilz          | Coritiba Crocodiles       | Bárbaros do Vale           |
| Ceará Cangaceiros           | Recife Mariners     | Maceió Marechais    | Rio Preto Weilers | Fluminense Imperadores | Curitiba Hurricanes       | Curitiba Brown Spiders     |
| Dragões do Mar de Fortaleza | Recife Pirates      | Salvador All Saints | São Paulo Storm   | Minas Locomotiva       | Curitiba Predadores       | Corupá Búfalos             |
| Natal Scorpions             |                     |                     | Sinop Coyotes     | Serra Cabritos         | Porto Alegre Pumpkins     | Foz do Iguaçu Black Sharks |
|                             |                     |                     | Sorocaba Vipers   | Spartans FA            | Santa Cruz do Sul Chacais | Joinville Gladiators       |
|                             |                     |                     |                   |                        | Santa Maria Soldiers      | Ponta Grossa Phantons      |
|                             |                     |                     |                   |                        | São José Istepôs          | UFPR Legends               |

### Format du championnat
Les équipes des différentes divisions se rencontrent entre elles pendant la saison régulière. 6 équipes de la Conférence Nord-Est, 5 de la Conférence Centre et 6 de la Conférence Sud se qualifient pour les playoffs. Celles-ci comprennent les champions de division ainsi que les franchises avec le meilleur bilan, quel que soit leur classement.

### Saison régulière

#### Conférence Nord-Est
*Qualifiés pour les playoffs
| Cl | Équipe            | G | P | Pct | PP  | PC  | Diff |
| -- | ----------------- | - | - | --- | --- | --- | ---- |
| 1  | Bulls Potiguares* | 4 | 0 | 100 | 111 | 43  | 68   |
| 2  | Dragões do Mar*   | 3 | 1 | 75  | 64  | 26  | 38   |
| 3  | Natal Scorpions   | 1 | 3 | 25  | 50  | 111 | -61  |
| 4  | Ceará Cangaceiros | 0 | 4 | 0   | 29  | 74  | -45  |

| Cl | Équipe                 | G | P | Pct | PP  | PC  | Diff |
| -- | ---------------------- | - | - | --- | --- | --- | ---- |
| 1  | João Pessoa Espectros* | 4 | 0 | 100 | 229 | 8   | 221  |
| 2  | Recife Mariners*       | 2 | 2 | 50  | 63  | 115 | -52  |
| 3  | Santa Cruz Pirates     | 0 | 4 | 0   | 16  | 185 | -169 |

| Cl | Équipe             | G | P | Pct | PP | PC | Diff |
| -- | ------------------ | - | - | --- | -- | -- | ---- |
| 1  | Maceió Marechais*  | 4 | 0 | 100 | 51 | 22 | 29   |
| 2  | Sergipe Bravos*    | 1 | 3 | 25  | 50 | 55 | -5   |
| 3  | Vitória All Saints | 0 | 0 | 0   | 0  | 0  | 0    |

#### Conférence Centre
*Qualifiés pour les playoffs
| Cl | Équipe            | G | P | Pct | PP  | PC  | Diff |
| -- | ----------------- | - | - | --- | --- | --- | ---- |
| 1  | Cuiabá Arsenal*   | 6 | 0 | 100 | 239 | 27  | 212  |
| 2  | São Paulo Storm*  | 5 | 1 | 83  | 324 | 41  | 283  |
| 3  | Rio Preto Weilers | 2 | 4 | 33  | 41  | 211 | -170 |
| 4  | Sorocaba Vipers   | 1 | 5 | 17  | 43  | 193 | -150 |
| 5  | Sinop Coyotes     | 1 | 5 | 17  | 34  | 209 | -175 |

| Cl | Équipe                  | G | P | Pct | PP  | PC  | Diff |
| -- | ----------------------- | - | - | --- | --- | --- | ---- |
| 1  | Fluminense Imperadores* | 5 | 1 | 83  | 213 | 76  | 137  |
| 2  | América Locomotiva*     | 5 | 1 | 83  | 144 | 64  | 80   |
| 3  | Spartans Football*      | 2 | 4 | 33  | 95  | 115 | -20  |
| 4  | Brasil Devilz           | 2 | 4 | 33  | 73  | 161 | -88  |
| 5  | Cabritos FA             | 1 | 5 | 17  | 54  | 163 | -109 |

#### Conférence Sud
*Qualifiés pour les playoffs
| Cl | Équipe                 | G | P | Pct | PP  | PC  | Diff |
| -- | ---------------------- | - | - | --- | --- | --- | ---- |
| 1  | Brown Spiders*         | 6 | 0 | 100 | 184 | 69  | 115  |
| 2  | Ponta Grossa Phantoms* | 5 | 1 | 83  | 113 | 81  | 32   |
| 3  | Joinville Gladiators*  | 4 | 2 | 67  | 116 | 59  | 57   |
| 4  | Corupá Buffalos        | 3 | 3 | 50  | 137 | 76  | 61   |
| 5  | Foz Black Sharks       | 2 | 4 | 33  | 65  | 86  | -21  |
| 6  | Bárbaros do Vale       | 1 | 5 | 17  | 26  | 134 | -108 |
| 7  | UFPR Legends           | 0 | 6 | 0   | 17  | 153 | -136 |

| Cl | Équipe                 | G | P | Pct | PP  | PC  | Diff |
| -- | ---------------------- | - | - | --- | --- | --- | ---- |
| 1  | Coritiba Crocodiles*   | 6 | 0 | 100 | 229 | 31  | 198  |
| 2  | Porto Alegre Pumpkins* | 5 | 1 | 83  | 82  | 23  | 59   |
| 3  | Curitiba Predadores*   | 4 | 2 | 67  | 65  | 123 | -58  |
| 4  | São José Istepôs       | 3 | 3 | 50  | 71  | 72  | -1   |
| 5  | Curitiba Hurricanes    | 1 | 5 | 17  | 60  | 100 | -40  |
| 6  | Santa Maria Soldiers   | 1 | 5 | 17  | 43  | 108 | -65  |
| 7  | Santa Cruz Chacais     | 1 | 5 | 17  | 38  | 131 | -93  |

### Playoffs

#### Wild Card Conférence Nord-Est
| Dragões do Mar de Fortaleza | 19-0 | Recife Mariners |
| Maceió Marechais            | 7-23 | Aracaju Bravos  |

#### Huitièmes de finale
| Curitiba Brown Spiders   | 25-7 | Joinville Gladiators        |
| Coritiba Crocodiles      | 28-0 | Curitiba Predadores         |
| João Pessoa Espectros    | 20-0 | Dragões do Mar de Fortaleza |
| América Bulls Potiguares | 50-9 | Aracaju Bravos              |
| Fluminense Imperadores   | 55-6 | Spartans FA                 |
| Ponta Grossa Phantons    | 6-7  | Porto Alegre Pumpkins       |
| São Paulo Storm          | 49-0 | Minas Locomotiva            |

#### Quarts de finale
| América Bulls Potiguares | 14-28 | João Pessoa Espectros |
| Curitiba Brown Spiders   | 19-22 | Coritiba Crocodiles   |
| Fluminense Imperadores   | 25-20 | São Paulo Storm       |
| Cuiabá Arsenal           | 41-7  | Porto Alegre Pumpkins |

#### Demi-finale
| João Pessoa Espectros  | 20-21 | Cuiabá Arsenal      |
| Fluminense Imperadores | 15-17 | Coritiba Crocodiles |

#### Brazil Bowl III
| Cuiabá Arsenal | 31-23 | Coritiba Crocodiles |

## Torneio Touchdown 2012
Le TorneioTouchdown 2012 en est à sa quatrième édition et se tient entre juin et décembre 2012.
André José Adler, fondateur du tournoi Touchdown, décède le 9 décembre 2012, 6 jours avant la finale entre Corinthians Steamrollers et Vasco da Gama Patriotas au stade Santa Cruz de Ribeirão Preto.

### Équipes participantes
| Conférence Walter Camp | Conférence Bill Walsh   | Conférence George Halas   |
| ---------------------- | ----------------------- | ------------------------- |
| Antares                | ABC Corsários           | Botafogo Challengers      |
| Ipatinga Tigres        | Jaraguá Breakes         | Botafogo F.A.             |
| Lusa Lions             | Porto Alegre Bulls      | Brasília V8               |
| Palmeiras Locomotives  | Santos Tsunami          | Campo Grande Gravediggers |
| Tubarões do Cerrado    | Timbó Rex               | Corinthians Steamrollers  |
| Vila Velha Tritões     | Vasco da Gama Patriotas | Uberlândia Lobos          |

### Format du championnat
Le tournoi compte 18 équipes réparties en trois conférences: Walter Camp, Bill Walsh et George Halas. Les deux premiers de chaque conférence et les deux meilleurs troisièmes sont qualifiés pour les playoffs.

### Saison régulière
| Pos | Équipe                  | G | P | Pct | PP  | PC  | Diff |
| --- | ----------------------- | - | - | --- | --- | --- | ---- |
| 1   | Timbó Rex               | 6 | 1 | 86  | 260 | 44  | 216  |
| 2   | Vasco da Gama Patriotas | 6 | 1 | 86  | 214 | 57  | 157  |
| 3   | Jaraguá Breakers        | 5 | 2 | 71  | 272 | 42  | 230  |
| 4   | Santos Tsunami          | 2 | 5 | 29  | 113 | 189 | -76  |
| 5   | Canoas Bulls            | 1 | 6 | 14  | 32  | 280 | -248 |
| 6   | ABC Corsários           | 0 | 7 | 0   | 47  | 331 | -284 |

| Pos | Équipe                | G | P | Pct | PP  | PC  | Diff |
| --- | --------------------- | - | - | --- | --- | --- | ---- |
| 1   | Tritões FA            | 7 | 0 | 100 | 246 | 33  | 213  |
| 2   | Tubarões do Cerrado   | 6 | 1 | 86  | 164 | 77  | 87   |
| 3   | Ipatinga Tigres       | 3 | 4 | 43  | 136 | 185 | -49  |
| 4   | Vitória Antares       | 2 | 5 | 29  | 83  | 144 | -61  |
| 5   | Palmeiras Locomotives | 2 | 5 | 29  | 65  | 160 | -95  |
| 6   | Lusa Rhynos           | 1 | 6 | 14  | 64  | 223 | -159 |

| Pos | Équipe                   | G | P | Pct | PP  | PC  | Diff |
| --- | ------------------------ | - | - | --- | --- | --- | ---- |
| 1   | Corinthians Steamrollers | 7 | 0 | 100 | 369 | 47  | 322  |
| 2   | Botafogo FA              | 5 | 2 | 71  | 204 | 115 | 89   |
| 3   | Challengers FA           | 3 | 4 | 43  | 124 | 135 | -11  |
| 4   | Brasília V8              | 3 | 4 | 43  | 109 | 192 | -83  |
| 5   | Uberlândia Lobos         | 2 | 5 | 29  | 131 | 192 | -61  |
| 6   | Operário Gravediggers    | 2 | 5 | 29  | 79  | 266 | -187 |

### Playoffs
| Challengers FA          | 15-34 | Corinthians Steamrollers |
| Tubarões do Cerrado     | 3-10  | Timbó Rex                |
| Tritões FA              | 13-9  | Botafogo FA              |
| Vasco da Gama Patriotas | 7-6   | Jaraguá Breakers         |

| Corinthians Steamrollers | 21-3 | Timbó Rex  |
| Vasco da Gama Patriotas  | 14-7 | Tritões FA |

| Corinthians Steamrollers | 30-12 | Vasco da Gama Patriotas |